# Fosile facies
Fosilele facies sau fosilele indiferente sunt fosile ce aparțin unui organism sau grupe de organisme cu o rată a evoluției foarte mică ( redusă ) de-a lungul timpului geologic. Acestea aparțin unor grupe de organisme adaptate unui anumit tip de facies ( ex. faciesul corespunzător mediului recifal ) unde fenomenul de convergență a caracterelor este foarte clar ( ex. pești ca Pycnodus, Acrodus, reptile placodonte, Globidens, ș.a. ). 